# Ormyrus oranensis
Ormyrus oranensis is een vliesvleugelig insect uit de familie Ormyridae. De wetenschappelijke naam is voor het eerst geldig gepubliceerd in 1964 door Erdös.